# 35.ª Brigada Paracaidista
La 35.ª Brigada Paracaidista (en hebreo: חטיבת הצנחנים), (transliterado: Hativat HaTzanhanim) es una unidad de infantería paracaidista que pertenece a las Fuerzas de Defensa de Israel (FDI) y forma parte del Cuerpo de Infantería de Israel. La unidad ha llevado a cabo diversas misiones desde la década de 1950. Los soldados de la Brigada paracaidista visten boinas rojas con el emblema de la infantería y botas de color marrón rojizo. A diferencia de todos los demás soldados de las FDI, los paracaidistas usan una túnica y un cinturón sobre la camisa. Las FDI tienen cuatro brigadas de paracaidistas en la fuerza de reserva (la 55, la 226, la 551 y la 646) y están listas para actuar en cualquier momento, consisten en personal y oficiales que cumplieron su período de servicio obligatorio en la brigada y que han sido recientemente licenciados.

## Selección y entrenamiento
El servicio en los paracaidistas es voluntario y requiere pasar por un intenso proceso de selección de dos días que incluye pruebas de aptitud física, así como preparación emocional, habilidades de liderazgo y la capacidad de cooperar en grupo. Cada año, la brigada recibe cinco veces más solicitantes de los que puede aceptar. Los reclutas paracaidistas pasan por un año de entrenamiento y más de una cuarta parte abandona. El curso de entrenamiento de paracaidistas incluye entrenamiento físico, entrenamiento de Krav magá, habilidades de combate duras, especialización en una amplia gama de armas, embarcaciones de campo, largas marchas con equipo pesado, semanas de entrenamiento de supervivencia que incluyen la navegación y el camuflaje, entrenamiento en helicópteros, entrenamiento de salto, colaboración con otras unidades, combate en espacios cerrados y guerrilla urbana. El curso comienza con cuatro meses de entrenamiento básico de infantería, seguido de un entrenamiento avanzado, que termina con una marcha militar, donde los reclutas marchan 80 kilómetros con el equipo de combate completo, los supervivientes de esta marcha infernal son reclutados por las FDI.